# Rabidosa punctulata
Rabidosa punctulata är en spindelart som först beskrevs av Nicholas Marcellus Hentz 1844.  Rabidosa punctulata ingår i släktet Rabidosa och familjen vargspindlar. Inga underarter finns listade i Catalogue of Life.